# Obszar spisowy Hoonah–Angoon
Obszar spisowy Hoonah–Angoon (ang. Hoonah–Angoon Census Area) – obszar spisu powszechnego (ang. census area) w Stanach Zjednoczonych położony w stanie Alaska i wchodzący w skład okręgu niezorganizowanego. Największym miastem położonym na obszarze jest Hoonah, inne większe ośrodki to Angoon i Gustavus.
Pierwotnie obszar nazywał się Skagway–Yakutat–Angoon. Jednak we wrześniu 1992 roku miasto Yakutat otrzymał status skonsolidowanego miasta–okręgu, a w 2007 roku z ówczesnego obszaru Skagway–Angoon wydzielono osobny okręg Skagway.
Zamieszkany przez 2262 osób. Z gęstością zaludnienia 0,116 os./km² należy do najsłabiej zaludnionych hrabstw USA. Największy odsetek ludności stanowi ludność biała (46%), rdzenni mieszkańcy (36,7%) i Latynosi (6,5%).